# Tomáš Nosek
Tomáš Nosek (ur. 1 sierpnia 1992 w Pardubicach, Czechy) – hokeista czeski, gracz ligi NHL, reprezentant Czech.

## Kariera klubowa
- HC Pardubice (2006 – 14.06.2014)
- Detroit Red Wings (14.06.2014 – 22.06.2017)
  -  Grand Rapids Griffins (2014 – 2017)
- Vegas Golden Knights (22.06.2017 –

## Kariera reprezentacyjna
- Reprezentant Czech na MŚJ U-20 w 2012

## Sukcesy
Klubowe
- Mistrz czeskiej Extraligi z zespołem HC Pardubice w sezonie 2011-2012
- Calder Cup z zespołem Grand Rapids Griffins w sezonie 2016-2017 ligi AHL
- Clarence S. Campbell Bowl z zespołem Vegas Golden Knights w sezonie 2017-2018